# Acoustica
Pour les articles homonymes, voir Acoustica (Alarm Will Sound).
Albums de Scorpions
Moment of Glory
(2000) Unbreakable
(2004)
Acoustica est un album en partie acoustique, du groupe de hard rock allemand Scorpions, enregistré lors de trois concerts dans un monastère (Convento do Beato), à Lisbonne, au Portugal, en 2001, et sorti en 2001 en disque mais aussi en DVD. Le groupe a été épaulé par d'autres musiciens tels que des percussionnistes ou des choristes ou encore le pianiste et chef d'orchestre Christian Kolonovits qui avait déjà participé sur l'album philharmonique du groupe réalisé en 2000 Moment of Glory. Quatre nouvelles chansons ont été composées à l'occasion de cet album ("Life Is Too Short", "When Love Kills Love", "I Wanted to Cry (But the Tears Wouldn't Come)" et "Back To You", cette dernière n'apparaissant que sur la version DVD) ainsi que trois reprises d'autres groupes ("Dust in the Wind" de Kansas, "Love of My Life" de Queen et "Drive" de The Cars).

## Liste des pistes du CD
| No  | Titre                                          | Durée |
| --- | ---------------------------------------------- | ----- |
| 1.  | The Zoo                                        | 5:49  |
| 2.  | Always Somewhere                               | 4:10  |
| 3.  | Life is too Short                              | 5:18  |
| 4.  | Holiday                                        | 5:55  |
| 5.  | You and I (Meine)                              | 5:19  |
| 6.  | When Love Kills Love                           | 4:53  |
| 7.  | Dust in the Wind (Livgren) (reprise de Kansas) | 3:49  |
| 8.  | Send Me an Angel                               | 5:24  |
| 9.  | Catch Your Train                               | 3:36  |
| 10. | I Wanted to Cry (But the Tears Wouldn't Come)  | 3:47  |
| 11. | Wind of Change(Meine)                          | 5:34  |
| 12. | Love of My Life (Mercury) (reprise de Queen)   | 2:26  |
| 13. | Drive" (Ocasek) (reprise de The Cars)          | 4:00  |
| 14. | Still Loving You                               | 5:45  |
| 15. | Hurricane 2001" (Schenker/Meine/Rarebell)      | 4:35  |

## Liste des pistes du DVD
| No  | Titre                                         | Durée |
| --- | --------------------------------------------- | ----- |
| 1.  | Loving You Sunday Morning                     | 5:24  |
| 2.  | Is There Anybody There?                       | 4:39  |
| 3.  | The Zoo                                       | 7:15  |
| 4.  | Always Somewhere                              | 5:26  |
| 5.  | Life is Too Short                             | 6:32  |
| 6.  | Holiday                                       | 6:02  |
| 7.  | You and I                                     | 5:23  |
| 8.  | When Love Kills Love                          | 5:10  |
| 9.  | Tease Me Please Me                            | 5:21  |
| 10. | Dust in the Wind (original par Kansas)        | 4:01  |
| 11. | Send Me an Angel                              | 5:55  |
| 12. | Under the Same Sun                            | 5:25  |
| 13. | Rhythm of Love                                | 5:22  |
| 14. | Back to You                                   | 4:57  |
| 15. | Catch Your Train                              | 3:50  |
| 16. | I Wanted to Cry (But the Tears Wouldn't Come) | 4:07  |
| 17. | Hurricane 2001                                | 4:39  |
| 18. | Wind of Change                                | 6:56  |
| 19. | Love of My Life (original par Queen)          | 3:00  |
| 20. | Drive (original par The Cars)                 | 4:10  |
| 21. | Still Loving You                              | 5:45  |

## Formation

### Groupe
- Klaus Meine - Chant
- Rudolf Schenker - Guitare
- Matthias Jabs - Guitare
- James Kottak - Batterie
- Ralph Rieckermann- Basse

### Invités
- Christian Kolonovits - Piano
- Johan Daansen - Guitare
- Mario Argandona - Percussion
- Ariana Arcu - Violoncelle